# ノルトゼートゥーア作戦
ノルトゼートゥーア作戦 (Unternehmen Nordseetour) は第二次世界大戦中の1940年11月30日から行われた、ドイツ海軍の重巡洋艦「アドミラル・ヒッパー」の通商破壊を目的とした大西洋への出撃である。

## 経過
1940年11月30日にドイツを出撃した「アドミラル・ヒッパー」は北へ向かい、12月6日の夜悪天候にまぎれてデンマーク海峡を通過し大西洋に進出した。そこで敵船団を探したが何も発見できず、ヴィルヘルム・マイゼル艦長は12月20日にブレストへ向け進路をとった。
12月24日、フィニステレ岬西方でレーダーがWS5A船団を捉えた。この船団は中東へ兵員を運ぶ船団で、重巡洋艦「ベリック」、軽巡洋艦「ボナヴェンチャー」、「ダニーディン」などに護衛されていた。翌朝、船団を追跡していた「アドミラル・ヒッパー」の見張りが「ベリック」を発見、6時39分に「アドミラル・ヒッパー」は「ベリック」に対し砲撃を開始した。また、船団の船に対しても攻撃をおこない、「エンパイア・トルーパー」と「アラビスタン」に損害を与えた。「ベリック」も6時42分に砲撃を開始し、2隻の軽巡洋艦も現れた。これを駆逐艦と誤認し、魚雷攻撃を恐れて「アドミラル・ヒッパー」は距離をとった。
6時52分、「アドミラル・ヒッパー」は「ベリック」に対し再び砲火を開き、7時に「ベリック」も攻撃を開始した。「アドミラル・ヒッパー」は「ベリック」に複数の命中弾を与えた。7時14分までに戦闘は終了した。
同日、「アドミラル・ヒッパー」は貨物船「ジュムナ」を沈めた。12月27日、ブレストに到着。